# Retiala viridis
Retiala viridis är en insektsart som beskrevs av Ronald Gordon Fennah 1945. Retiala viridis ingår i släktet Retiala och familjen Dictyopharidae. Inga underarter finns listade i Catalogue of Life.